# Prêmio ABL de Cinema
O Prêmio ABL de Cinema é um prêmio de cinema brasileiro, oferecido pela Academia Brasileira de Letras (ABL) aos roteiristas, realizadores e atores brasileiros que se destacaram, desde 2007.

## Premiados
- 2007 - Sérgio Andrade Sant'anna e Silva, Marçal Aquino, Beto Brant, Marco Ricca, Maurício Paroni de Castro e Luiz Francisco Carvalho Filho pela obra Um crime delicado
- 2007 - Paulo Halm pela obra Achados e perdidos
- 2008 – Jurandir de Oliveira pela obra O Quinze
- 2009 - Rafael Conde pela obra Fronteira
- 2010 - Rosa Dias pela obra A Erva do Rato
- 2011 - Ismael Caneppele e Esmir Filho pela obra Os famosos e os duendes da morte
- 2011 - Susana Amaral pela obra Hotel Atlântico
- 2012 - Marcelo Rubens Paiva pela obra Malu de bicicleta
- 2013 - David França Mendes pela obra Corações sujos
- 2014 - Julie Sayres e Matthew Chapman pela obra Flores Raras
- 2015 - Mario Luna e Antonia Pellegrino pela obra Tim Maia